# Phylinae
Die Phylinae sind eine Unterfamilie der Weichwanzen (Miridae) aus der Teilordnung Cimicomorpha. Es sind etwa 300 Gattungen bekannt. In Europa kommen etwa 450 Arten vor. Die Unterfamilie ist weltweit verbreitet, besitzt jedoch den Schwerpunkt ihrer Verbreitung in den gemäßigten Breiten. Die wenigsten Arten kommen in der Neotropis vor.

## Merkmale
Die Unterfamilie ist durch folgende Autapomorphien definiert: Der Kragen am Pronotum ist nach oben gekrümmt (bei den Hallodapini abgeflacht), die Parempodia sind borstenförmig (mit Ausnahme der Pilophorini), die Pulvilli sind fleischig, die Klauen sind basal oder apikal nicht gezähnt, eine Phallotheca ist an der Pygophore angehängt, das Endosoma ist starr und riemenförmig (in der Regel S-förmig) und bei den weiblichen Genitalien ist die hintere Wand einfach gebaut (mit Ausnahme mancher australischer Taxa).

## Taxonomie und Systematik
Nach Schuh & Slater (1995) umfasste die Unterfamilie fünf Tribus. Wyninger erkannte 2010 die Tribus Pronotocrepini Knight 1929 wieder als valide an, nachdem Carvalho 1952 die einzige von Knight zur Tribus gestellte Gattung, Pronotocrepis, zur Tribus Phylini stellte. Nach Wyninger umfasst die Tribus zwei Gattungen die ehemals zu den Phylini zählten (Ethelastia und Pronotocrepis) und zwei Gattungen der Hallodapini (Orectoderus und Teleorhinus).
Die Phylinae umfassen somit folgende sechs Tribus:
- Auricillocorini (5 Gattungen; Orientalis)
- Hallodapini (etwa 50 Gattungen; südliche Paläarktis, Afrika, Orient, Nordamerika)
- Leucophoropterini (21 Gattungen; Orient, Australien, südliches Afrika)
- Phylini (mindestens 230 Gattungen; vor allem nördliche Hemisphäre)
- Pilophorini (10 Gattungen)
- Prontocrepini (4 Gattungen)

In Europa treten folgende Tribus und Arten auf:
- Hallodapini

- - Acrorrhinium conspersum Noualhier, 1895
  - Alloeomimus unifasciatus (Reuter, 1879)
  - Cremnocephalus albolineatus Reuter, 1875
  - Cremnocephalus alpestris Wagner, 1941
  - Cremnocephalus calabricus Magnien, 2000
  - Cremnocephalus kariae Rieger, 1983
  - Cremnocephalus matocqi Magnien, 2000
  - Hallodapus concolor (Reuter, 1890)
  - Hallodapus montandoni Reuter, 1895
  - Hallodapus rufescens (Burmeister, 1835)
  - Hallodapus suturalis (Herrich-Schäffer, 1837)
  - Laemocoris remanei Wagner, 1960
  - Mimocoris coarctatus (Mulsant & Rey, 1852)
  - Mimocoris rugicollis (A. Costa, 1853)
  - Myrmicomimus variegatus (A. Costa, 1843)
  - Omphalonotus quadriguttatus (Kirschbaum, 1856)
  - Ribautocapsus bruckii (Reuter, 1879)
  - Systellonotus alpinus Frey-Gessner, 1871
  - Systellonotus championi Reuter, 1903
  - Systellonotus discoidalis Horvath, 1894
  - Systellonotus insularis Wagner, 1948
  - Systellonotus nevadensis Carapezza, 2002
  - Systellonotus pseudovelox Carapezza, 1998
  - Systellonotus stysi J. Ribes, Pagola-Carte & Heiss, 2008
  - Systellonotus tamaninii Rizzotti Vlach, 1998
  - Systellonotus thymi (Signoret, 1859)
  - Systellonotus triguttatus (Linnaeus, 1767)
  - Systellonotus weberi Wagner, 1955

- Phylini

- - Acrotelus canariensis Wagner, 1943
  - Acrotelus caspicus (Reuter, 1879)
  - Adelphophylus balcanicus (Kormilev, 1939)
  - Adelphophylus kormilevi Protic, 2005
  - Adelphophylus pericarti Matocq & Magnien, 2009
  - Adelphophylus serbicus Protic, 2005
  - Alloeotarsus vitellinus Reuter, 1885
  - Amblytylus albidus (Hahn, 1834)
  - Amblytylus arnoldiorum Kerzhner, 1977
  - Amblytylus brevicollis Fieber, 1858
  - Amblytylus concolor Jakovlev, 1877
  - Amblytylus delicatus (Perris, 1857)
  - Amblytylus erectus Wagner, 1971
  - Amblytylus glaucicollis Kerzhner, 1977
  - Amblytylus jani Fieber, 1858
  - Amblytylus luridus Hoberlandt, 1961
  - Amblytylus macedonicus Wagner, 1956
  - Amblytylus nasutus (Kirschbaum, 1856)
  - Amblytylus scutellaris Horvath, 1905
  - Amblytylus similis Wagner, 1971
  - Amblytylus tarsalis Reuter, 1894
  - Anonychiella brevicornis (Reuter, 1879)
  - Asciodema obsoleta (Fieber, 1864)
  - Atomoscelis galvagnii Tamanini, 1978
  - Atomoscelis onusta (Fieber, 1861)
  - Atomoscelis pictifrons J. Ribes, Pagola-Carte & Heiss, 2008
  - Atractotomimus limonii V.G. Putshkov, 1977
  - Atractotomus amygdali Wagner, 1960
  - Atractotomus brunomassai Carapezza, 1982
  - Atractotomus kolenatii (Flor, 1860)
  - Atractotomus magnicornis (Fallen, 1807)
  - Atractotomus mali (Meyer-Dür, 1843)
  - Atractotomus marcoi Carapezza, 1982
  - Atractotomus morio J. Sahlberg, 1883
  - Atractotomus parvulus Reuter, 1878
  - Atractotomus persquamosus Seidenstucker, 1961
  - Atractotomus rhodani Fieber, 1861
  - Auchenocrepis alboscutellata Puton, 1874
  - Auchenocrepis minutissima (Rambur, 1839)
  - Auchenocrepis nigricornis Wagner, 1954
  - Auchenocrepis reuteri Jakovlev, 1876
  - Auchenocrepis similis Wagner, 1954
  - Badezorus signaticornis (Reuter, 1904)
  - Brachyarthrum limitatum Fieber, 1858
  - Camptotylidea fuscomaculata (Reuter, 1879)
  - Camptotylus linae (Puton, 1881)
  - Camptotylus meyeri Frey-Gessner, 1863
  - Camptotylus reuteri Jakovlev, 1881
  - Camptotylus yersini (Mulsant & Rey, 1856)
  - Camptozorus chondrillae Kerzhner, 1996
  - Campylomma annulicorne (Signoret, 1865)
  - Campylomma diversicorne Reuter, 1878
  - Campylomma lindbergi Hoberlandt, 1953
  - Campylomma oertzenii Reuter, 1888
  - Campylomma ribesi Goula, 1986
  - Campylomma simillimum Jakovlev, 1882
  - Campylomma vendicarinum Carapezza, 1991
  - Campylomma verbasci (Meyer-Dür, 1843)
  - Campylomma viticis Lindberg, 1948
  - Chinacapsus atlanticus (China, 1938)
  - Chinacapsus chaoensis Wagner, 1961
  - Chinacapsus distinctus (China, 1938)
  - Chinacapsus elongatus (China, 1938)
  - Chinacapsus intermedius Wagner, 1961
  - Chinacapsus limbatellus (Puton, 1889)
  - Chinacapsus parvus Wagner, 1961
  - Chinacapsus proteus (Puton, 1889)
  - Chinacapsus similis (China, 1938)
  - Chinacapsus whitei (Wollaston, 1858)
  - Chinacapsus wollastoni (Reuter, 1876)
  - Chlamydatus opacus (Zetterstedt, 1838)
  - Chlamydatus saltitans (Fallen, 1807)
  - Chlamydatus eurotiae Kerzhner, 1962
  - Chlamydatus longirostris Reuter, 1905
  - Chlamydatus pulicarius (Fallen, 1807)
  - Chlamydatus pullus (Reuter, 1870)
  - Chlamydatus allii V.G. Putshkov, 1959
  - Chlamydatus evanescens (Boheman, 1852)
  - Chlamydatus wilkinsoni (Douglas & Scott, 1866)
  - Chlamydatus acanthioides (J. Sahlberg, 1875)
  - Chlorillus pictus (Fieber, 1864)
  - Chrysochnoodes bolognai Carapezza, 1994
  - Chrysochnoodes rufus Wagner, 1959
  - Compsidolon absinthii (Scott, 1870)
  - Compsidolon balachowskyi (Wagner, 1958)
  - Compsidolon eckerleini Wagner, 1970
  - Compsidolon minutum Wagner, 1970
  - Compsidolon nanno Linnavuori, 1971
  - Compsidolon pumilum (Jakovlev, 1876)
  - Compsidolon acuticeps (Wagner, 1961)
  - Compsidolon collare Wagner, 1976
  - Compsidolon crotchi (Scott, 1870)
  - Compsidolon bicolor (Reuter, 1883)
  - Compsidolon anagae Gyllensvard, 1968
  - Compsidolon beckeri (Reuter, 1904)
  - Compsidolon cytisellum (Lindberg, 1953)
  - Compsidolon cytisi (Lindberg, 1953)
  - Compsidolon freyi (Wagner, 1954)
  - Compsidolon galbanus Gyllensvard, 1968
  - Compsidolon hierroense (Wagner, 1954)
  - Compsidolon longiceps (Reuter, 1904)
  - Compsidolon parviceps (Wagner, 1954)
  - Compsidolon pterocephali (Lindberg, 1948)
  - Compsidolon salicellum (Herrich-Schäffer, 1841)
  - Compsidolon verbenae (Wagner, 1954)
  - Compsonannus longiceps (Wagner, 1965)
  - Conostethus angustus Wagner, 1963
  - Conostethus brevis Reuter, 1877
  - Conostethus griseus Douglas & Scott, 1870
  - Conostethus hungaricus Wagner, 1941
  - Conostethus major Matocq, 1991
  - Conostethus roseus (Fallen, 1807)
  - Conostethus venustus (Fieber, 1858)
  - Cremnorrhinus basalis Reuter, 1880
  - Criocoris crassicornis (Hahn, 1834)
  - Criocoris longicornis Reuter, 1883
  - Criocoris nigricornis Reuter, 1894
  - Criocoris nigripes Fieber, 1861
  - Criocoris piceicornis Wagner, 1950
  - Criocoris quadrimaculatus (Fallen, 1807)
  - Criocoris sulcicornis (Kirschbaum, 1856)
  - Criocoris tesquorum Kerzhner, 1984
  - Dacota hesperia Uhler, 1872
  - Dacota albipennis (Reuter, 1876)
  - Dacota nigritarsis (Jakovlev, 1882)
  - Dasycapsus theryi Poppius, 1912
  - Ectagela guttata Schmidt, 1939
  - Ethelastia liturata (Fieber, 1858)
  - Europiella albipennis (Fallen, 1829)
  - Europiella alpina (Reuter, 1875)
  - Europiella artemisiae (Becker, 1864)
  - Europiella decolor (Uhler, 1893)
  - Europiella ovatula (Wagner, 1952)
  - Europiella strawinskii (Sienkiewicz, 1986)
  - Europiella tomentosa (Reuter, 1888)
  - Eurycolpus bipunctatus Wagner, 1974
  - Eurycolpus flaveolus (Stål, 1858)
  - Excentricoris oophorus (Horvath, 1888)
  - Excentricoris punctipes (Fieber, 1864)
  - Excentricoris singularis (Horvath, 1888)
  - Glaucopterum deserticola (Wagner, 1951)
  - Glaucopterum lukjanovitshi V.G. Putshkov, 1975
  - Hadrophyes sulphurella Puton, 1874
  - Harpocera cypria Wagner, 1968
  - Harpocera hellenica Reuter, 1876
  - Harpocera thoracica (Fallen, 1807)
  - Heterocapillus cavinotum Wagner, 1973
  - Heterocapillus genistae (Lindberg, 1948)
  - Heterocapillus niger Wagner, 1966
  - Heterocapillus nitidus (Horvath, 1905)
  - Heterocapillus perpusillus (Wagner, 1960)
  - Heterocapillus tigripes (Mulsant & Rey, 1852)
  - Heterocapillus validicornis (Reuter, 1876)
  - Hoplomachus flavospilosus (Reuter, 1879)
  - Hoplomachus thunbergii (Fallen, 1807)
  - Icodema infuscata (Fieber, 1861)
  - Lepidargyrus ancorifer (Fieber, 1858)
  - Lepidargyrus ibericus (Wagner, 1957)
  - Lepidargyrus lividus (Reuter, 1894)
  - Lepidargyrus pollinosus (Horvath, 1906)
  - Lepidargyrus senguni (Wagner, 1956)
  - Lepidargyrus syriacus (Wagner, 1956)
  - Leucopterum candidatum Reuter, 1879
  - Lindbergopsallus hyperici (Lindberg, 1953)
  - Lindbergopsallus impunctatus Wagner, 1965
  - Lindbergopsallus instabilis (Reuter, 1904)
  - Lindbergopsallus laureti (Lindberg, 1936)
  - Lindbergopsallus rumicis (Lindberg, 1953)
  - Litoxenus tenellus Reuter, 1885
  - Liviopsallus tamaninii Carapezza, 1982
  - Lopus decolor (Fallen, 1807)
  - Lopus longiceps (Flor, 1860)
  - Macrotylus atricapillus (Scott, 1872)
  - Macrotylus attenuatus Jakovlev, 1882
  - Macrotylus bicolor (Fieber, 1861)
  - Macrotylus bipunctatus Reuter, 1879
  - Macrotylus colon Reuter, 1880
  - Macrotylus dentifer Wagner, 1969
  - Macrotylus elevatus (Fieber, 1858)
  - Macrotylus fuentei Horvath, 1898
  - Macrotylus geniculatus Reuter, 1899
  - Macrotylus horvathi (Reuter, 1876)
  - Macrotylus josephinae J. Ribes, 1978
  - Macrotylus mayri (Reuter, 1904)
  - Macrotylus nasutus Wagner, 1959
  - Macrotylus nigricornis Fieber, 1864
  - Macrotylus paykullii (Fallen, 1807)
  - Macrotylus ribesi Carapezza, 1994
  - Macrotylus solitarius (Meyer-Dür, 1843)
  - Macrotylus spergulariae Lindberg, 1953
  - Macrotylus bernadettae Matocq, 1995
  - Macrotylus cruciatus (R.F. Sahlberg, 1848)
  - Macrotylus gravesteini Wagner, 1966
  - Macrotylus herrichi (Reuter, 1873)
  - Macrotylus lindbergi Wagner, 1953
  - Macrotylus perdictus Kiritshenko, 1938
  - Macrotylus phlomidis Rieger, 1984
  - Macrotylus quadrilineatus (Schrank, 1785)
  - Macrotylus scutellaris Wagner, 1966
  - Macrotylus soosi Josifov, 1962
  - Malacotes abeillei Ribaut, 1932
  - Malacotes mulsanti Reuter, 1878
  - Malacotes oblongiusculus (Linnavuori, 1952)
  - Malacotes phlomidis (Lindberg, 1934)
  - Maurodactylus albidus (Kolenati, 1845)
  - Maurodactylus alutaceus (Fieber, 1870)
  - Maurodactylus fulvus (Reuter, 1904)
  - Maurodactylus nigrigenis (Reuter, 1890)
  - Megalocoleus aurantiacus (Fieber, 1858)
  - Megalocoleus bolivari (Reuter, 1879)
  - Megalocoleus chrysotrichus (Fieber, 1864)
  - Megalocoleus dissimilis (Reuter, 1876)
  - Megalocoleus exsanguis (Herrich-Schäffer, 1835)
  - Megalocoleus krueperi (Reuter, 1879)
  - Megalocoleus longirostris (Fieber, 1861)
  - Megalocoleus lunula (Fieber, 1861)
  - Megalocoleus mellae (Reuter, 1876)
  - Megalocoleus molliculus (Fallen, 1807)
  - Megalocoleus naso (Reuter, 1879)
  - Megalocoleus ocrensis Wagner, 1972
  - Megalocoleus servadeii Wagner, 1954
  - Megalocoleus signoreti (Reuter, 1879)
  - Megalocoleus tanaceti (Fallen, 1807)
  - Megalodactylus macularubra (Mulsant & Rey, 1852)
  - Moissonia halophila (Lindberg, 1953)
  - Moissonia punctata (Fieber, 1861)
  - Monosynamma bohemanni (Fallen, 1829)
  - Monosynamma maritimum (Wagner, 1947)
  - Monosynamma sabulicola (Wagner, 1947)
  - Nanopsallus carduellus (Horvath, 1888)
  - Nasocoris argyrotrichus Reuter, 1879
  - Nasocoris ephedrae Reuter, 1902
  - Nasocoris lautereri Kment & Bryja, 2007
  - Nasocoris platycranoides Montandon, 1890
  - Nasocoris psyche Linnavuori, 1968
  - Nasocoris tesquorum Kerzhner, 1970
  - Nigrocapillocoris ochraceus (Scott, 1872)
  - Oncotylus setulosus (Herrich-Schäffer, 1837)
  - Oncotylus bolivari Reuter, 1900
  - Oncotylus nigricornis Saunders, 1876
  - Oncotylus punctiger Reuter, 1894
  - Oncotylus punctipes Reuter, 1875
  - Oncotylus pyrethri (Becker, 1864)
  - Oncotylus viridiflavus (Goeze, 1778)
  - Oncotylus vitticeps Reuter, 1879
  - Opisthotaenia fulvipes Reuter, 1901
  - Opisthotaenia striata (Wagner, 1965)
  - Orthonotus creticus Wagner, 1974
  - Orthonotus cylindricollis (A. Costa, 1853)
  - Orthonotus fraudatrix (Reuter, 1904)
  - Orthonotus graecus Rieger, 1985
  - Orthonotus longiceps (Reuter, 1883)
  - Orthonotus magnieni Matocq, 2002
  - Orthonotus ponticus (Horvath, 1888)
  - Orthonotus pseudoponticus Josifov, 1964
  - Orthonotus rossicus (Reuter, 1878)
  - Orthonotus rufifrons (Fallen, 1807)
  - Orthopidea fusciceps Reuter, 1899
  - Orthopidea platani (Lindberg, 1948)
  - Pachyxyphus caesareus Reuter, 1879
  - Pachyxyphus cisti (Lindberg, 1934)
  - Pachyxyphus lineellus (Mulsant & Rey, 1852)
  - Pachyxyphus yelamosi J. Ribes & E. Ribes, 1998
  - Parachlorillus spilotus (Fieber, 1858)
  - Parapsallus vitellinus (Scholtz, 1847)
  - Paravoruchia dentata Wagner, 1959
  - Paredrocoris pectoralis Reuter, 1878
  - Paredrocoris seidenstueckeri Josifov, 1965
  - Pastocoris putonii (Reuter, 1875)
  - Phaeochiton ebulum V.G. Putshkov, 1977
  - Phoenicocapsus regina Reuter, 1876
  - Phoenicocoris carbonarius (Horvath, 1888)
  - Phoenicocoris dissimilis (Reuter, 1878)
  - Phoenicocoris modestus (Meyer-Dür, 1843)
  - Phoenicocoris obscurellus (Fallen, 1829)
  - Phylus coryli (Linnaeus, 1758)
  - Phylus melanocephalus (Linnaeus, 1767)
  - Phylus palliceps Fieber, 1861
  - Phylus plagiatus (Herrich-Schäffer, 1835)
  - Placochilus seladonicus (Fallen, 1807)
  - Plagiognathus albus Reuter, 1894
  - Plagiognathus arbustorum (Fabricius, 1794)
  - Plagiognathus bipunctatus Reuter, 1883
  - Plagiognathus chrysanthemi (Wolff, 1804)
  - Plagiognathus flavipes Reuter, 1875
  - Plagiognathus fulvipennis (Kirschbaum, 1856)
  - Plagiognathus fusciloris Reuter, 1878
  - Plagiognathus olivaceus Reuter, 1880
  - Plagiognathus plagiathus Reuter, 1876
  - Plagiognathus tamaninii Carapezza, 1998
  - Plagiognathus bicolor (Jakovlev, 1880)
  - Plesiodema pinetella (Zetterstedt, 1828)
  - Pleuroxonotus longicornis (Reuter, 1900)
  - Pleuroxonotus longirostris (Wagner, 1973)
  - Pronototropis punctipennis (Fieber, 1864)
  - Psallodema fieberi (Fieber, 1864)
  - Psallopsis kirgisica (Becker, 1864)
  - Psallopsis longicornis (Jakovlev, 1902)
  - Psallopsis neglecta Konstantinov, 1997
  - Psallopsis similis Wagner, 1958
  - Psallus aethiops (Zetterstedt, 1838)
  - Psallus anticus (Reuter, 1876)
  - Psallus betuleti (Fallen, 1826)
  - Psallus cyprius Wagner, 1968
  - Psallus graminicola (Zetterstedt, 1828)
  - Psallus montanus Josifov, 1973
  - Psallus assimilis Stichel, 1956
  - Psallus callunae Reuter, 1878
  - Psallus catalanicus Wagner, 1965
  - Psallus drosopoulosi Linnavuori, 1992
  - Psallus perrisi (Mulsant & Rey, 1852)
  - Psallus pseudoplatani Reichling, 1984
  - Psallus sorbi Wagner, 1970
  - Psallus variabilis (Fallen, 1807)
  - Psallus wagneri Ossiannilsson, 1953
  - Psallus ambiguus (Fallen, 1807)
  - Psallus tibialis Reuter, 1894
  - Psallus dichrous Kerzhner, 1962
  - Psallus hartigi Wagner, 1970
  - Psallus henschii Reuter, 1888
  - Psallus nigripilis (Reuter, 1888)
  - Psallus ocularis (Mulsant & Rey, 1852)
  - Psallus pseudoquercus Josifov, 1974
  - Psallus quercicola (Reuter, 1904)
  - Psallus quercus (Kirschbaum, 1856)
  - Psallus chrysopsilus Reuter, 1878
  - Psallus lapponicus Reuter, 1874
  - Psallus luridus Reuter, 1878
  - Psallus piceae Reuter, 1878
  - Psallus pinicola Reuter, 1875
  - Psallus vittatus (Fieber, 1861)
  - Psallus aetnicola Wagner, 1955
  - Psallus albicinctus (Kirschbaum, 1856)
  - Psallus anaemicus Seidenstucker, 1966
  - Psallus asthenicus Seidenstucker, 1966
  - Psallus aurora (Mulsant & Rey, 1852)
  - Psallus brachycerus Reuter, 1904
  - Psallus confusus Rieger, 1981
  - Psallus corsicus Puton, 1875
  - Psallus criocoroides Reuter, 1879
  - Psallus cruentatus (Mulsant & Rey, 1852)
  - Psallus falleni Reuter, 1883
  - Psallus faniae Josifov, 1974
  - Psallus flavellus Stichel, 1933
  - Psallus haematodes (Gmelin, 1790)
  - Psallus helenae Josifov, 1969
  - Psallus lentigo Seidenstucker, 1972
  - Psallus lepidus Fieber, 1858
  - Psallus lucanicus Wagner, 1968
  - Psallus milenae Josifov, 1974
  - Psallus mollis (Mulsant & Rey, 1852)
  - Psallus pardalis Seidenstucker, 1966
  - Psallus punctulatus Puton, 1874
  - Psallus salicis (Kirschbaum, 1856)
  - Psallus siculus Reuter, 1875
  - Psallus varians (Herrich-Schäffer, 1841)
  - Psallus vicinus Reuter, 1899
  - Psallus argyrotrichus Fieber, 1861
  - Psallus bivitreus (Mulsant & Rey, 1852)
  - Psallus dilutus Fieber, 1858
  - Psallus luteicornis (Villers, 1789)
  - Roudairea crassicornis Puton & Reuter, 1886
  - Sacculifer picticeps Kerzhner, 1959
  - Sacculifer rufinervis (Jakovlev, 1880)
  - Salicarus atlanticus (Wagner, 1963)
  - Salicarus pusillus (Reuter, 1878)
  - Salicarus roseri (Herrich-Schäffer, 1838)
  - Solenoxyphus adspersus (Reuter, 1904)
  - Solenoxyphus fuscovenosus (Fieber, 1864)
  - Solenoxyphus lepidus (Puton, 1874)
  - Solenoxyphus major Wagner, 1969
  - Solenoxyphus minor Wagner, 1969
  - Solenoxyphus pallens (Reuter, 1879)
  - Solenoxyphus sauledai (J. Ribes, 1976)
  - Stenoparia putoni Fieber, 1870
  - Sthenarus rotermundi (Scholtz, 1847)
  - Stirophylus plicatus Wagner, 1971
  - Thermocoris munieri Puton, 1875
  - Tinicephalus rubiginosus Fieber, 1861
  - Tinicephalus discrepans Fieber, 1858
  - Tinicephalus hortulanus (Meyer-Dür, 1843)
  - Tinicephalus macciae Lindberg, 1934
  - Tinicephalus picticornis Wagner, 1966
  - Tinicephalus varensis Wagner, 1964
  - Tragiscocoris fieberi (Fieber, 1858)
  - Tuponia brevirostris Reuter, 1883
  - Tuponia dalmatina Wagner, 1955
  - Tuponia hippophaes (Fieber, 1861)
  - Tuponia linnavuorii Wagner, 1961
  - Tuponia longipennis Horvath, 1909
  - Tuponia oculata Wagner, 1954
  - Tuponia pictiscutum Wagner, 1975
  - Tuponia prasina (Fieber, 1864)
  - Tuponia simplex Wagner, 1974
  - Tuponia suturalis Reuter, 1901
  - Tuponia arcufera Reuter, 1879
  - Tuponia bifasciata Wagner, 1965
  - Tuponia elegans (Jakovlev, 1867)
  - Tuponia macedonica Wagner, 1957
  - Tuponia mixticolor (A. Costa, 1862)
  - Tuponia montandoni Reuter, 1899
  - Tuponia rubella Puton, 1889
  - Tuponia rungsi Wagner, 1958
  - Tuponia spilana Wagner, 1974
  - Tuponia tamarisci (Perris, 1857)
  - Tytthus parviceps (Reuter, 1890)
  - Tytthus pubescens (Knight, 1931)
  - Tytthus pygmaeus (Zetterstedt, 1838)
  - Utopnia torquata (Puton, 1881)
  - Voruchiella pallida (Reuter, 1878)

- Pilophorini

- - Hypseloecus visci (Puton, 1888)
  - Pilophorus angustulus Reuter, 1888
  - Pilophorus benjamin Rieger, 1984
  - Pilophorus cinnamopterus (Kirschbaum, 1856)
  - Pilophorus clavatus (Linnaeus, 1767)
  - Pilophorus confusus (Kirschbaum, 1856)
  - Pilophorus dianae Josifov, 1989
  - Pilophorus gallicus Remane, 1954
  - Pilophorus pericarti Günther & Strauss, 2009
  - Pilophorus perplexus Douglas & Scott, 1875
  - Pilophorus simulans Josifov, 1989
  - Pilophorus sinuaticollis Reuter, 1879

## Galerie

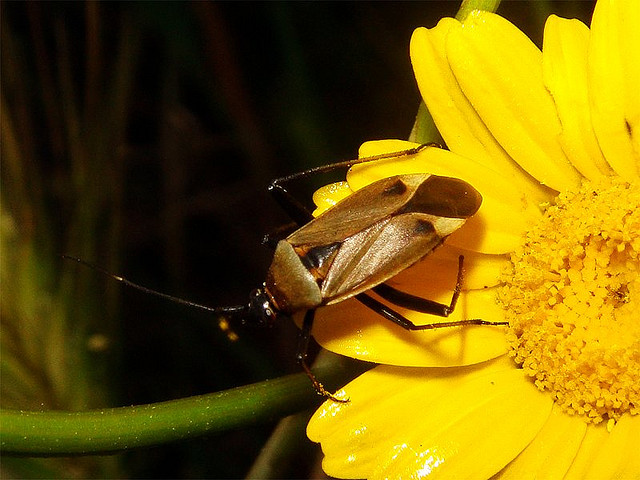
Macrotylus nigricornis
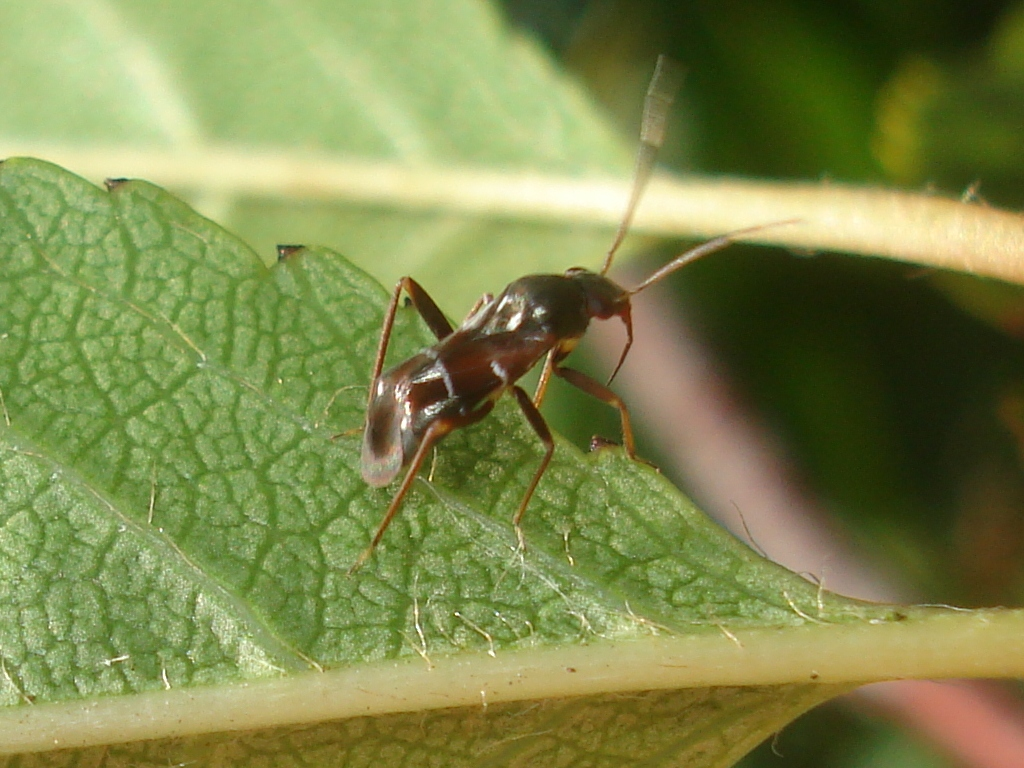
Pilophorus perplexus

## Belege